# Eberhard II. von Kirchberg
Eberhard II. von Kirchberg (* vor 1370; † 12./13. August 1413 in Wiblingen) war von 1404 bis 1413 Bischof von Augsburg.

## Leben
Eberhard stammte aus dem schwäbischen Hochadelsgeschlecht der Grafen von Kirchberg. Er war der älteste Sohn Wilhelms IV. Graf von Kirchberg-Wullenstetten und der Anna von Aichen. Er wurde 1386 Domherr in Straßburg, dort 1398 auch Domdekan. Während des Schismas stand er auf Seiten der Kurie, so übte er das Amt des Päpstlichen Subkollektors aus und war 1397 Generalkollektor der Erzdiözese Mainz. Er wurde 1404 von Papst Bonifaz IX. zum Bischof von Augsburg ernannt, erst 1406 wurde er zum Priester geweiht und anschließend zum Bischof geweiht.  Seine kurze Amtszeit zeigte im Hochstift keine dominanten Züge. Die Chronisten billigten ihm zwar Milde und Klugheit zu, warfen ihm aber auch Verschleuderung von Kirchengut vor. Begraben ist er in der Katharinenkapelle des Klosters Wiblingen.